# Elecciones generales de Alemania Oriental de 1954
Las elecciones generales de Alemania Oriental de 1954 se celebraron el 17 de octubre de 1954; se eligieron 466 diputados a la Volkskammer (66 de Berlín Oriental no fueron elegidos de forma directa) en total. Todos fueron candidatos de la lista única del Frente Nacional. La lista recibió la aprobación del 99,46% de los votantes, con una participación del 98,5%.

## Resultados
| Partido                            | Votos      | %     |
| ---------------------------------- | ---------- | ----- |
| Frente Nacional                    | 11 828 877 | 99,46 |
| En contra                          | 63 972     | 0,5   |
| Votos nulos/en blanco              | 63 972     | 0,5   |
| Total                              | 11 892 849 | 100   |
| Votantes registrados/Participación | 12 085 380 | 98,5  |
| Fuente: Nohlen & Stöver            |            |       |

### Distribución de escaños
| Partido                                   | Escaños |
| ----------------------------------------- | ------- |
| Partido Socialista Unificado de Alemania  | 117     |
| Federación Alemana de Sindicatos Libres   | 53      |
| Unión Demócrata Cristiana                 | 52      |
| Partido Liberal Democrático de Alemania   | 52      |
| Partido Nacional Democrático de Alemania  | 52      |
| Partido Democrático Campesino de Alemania | 52      |
| Liga de Mujeres Demócratas                | 29      |
| Juventud Libre Alemana                    | 29      |
| Kulturbund                                | 18      |
| Asociación de Ayuda Mutua de Campesinos   | 12      |